# Ludwik Ferdynand de France
Ludwik Ferdynand de France, fr. Louis, dauphin de France lub Louis de France (ur. 4 września 1729, w Wersalu, zm. 20 grudnia 1765, w Fontainebleau) – najstarszy syn króla Francji Ludwika XV i jego żony Marii Leszczyńskiej.
Urodził się jako czwarte dziecko i pierwszy długo wyczekiwany syn pary królewskiej. Wszystkie duże miasta Francji uczciły jego narodziny fajerwerkami. Od urodzenia nosił tytuł delfina – następcy tronu Francji, jednak nigdy nie został królem, bo zmarł na gruźlicę przed swoim ojcem. Zgodnie z tradycją dynastii królewskiej, został ochrzczony zaraz po urodzeniu bez nadania imienia, w prywatnej ceremonii przez kardynała Armanda de Rohan. 27 kwietnia 1737, w wieku 7 lat został ochrzczony w ceremonii publicznej i wtedy nadano mu imię Ludwik. Jego rodzicami chrzestnymi zostali: Ludwik I, książę Orleanu, i Ludwika Franciszka, księżna de Bourbon (wdowa po Ludwiku III, księciu de Bourbon).

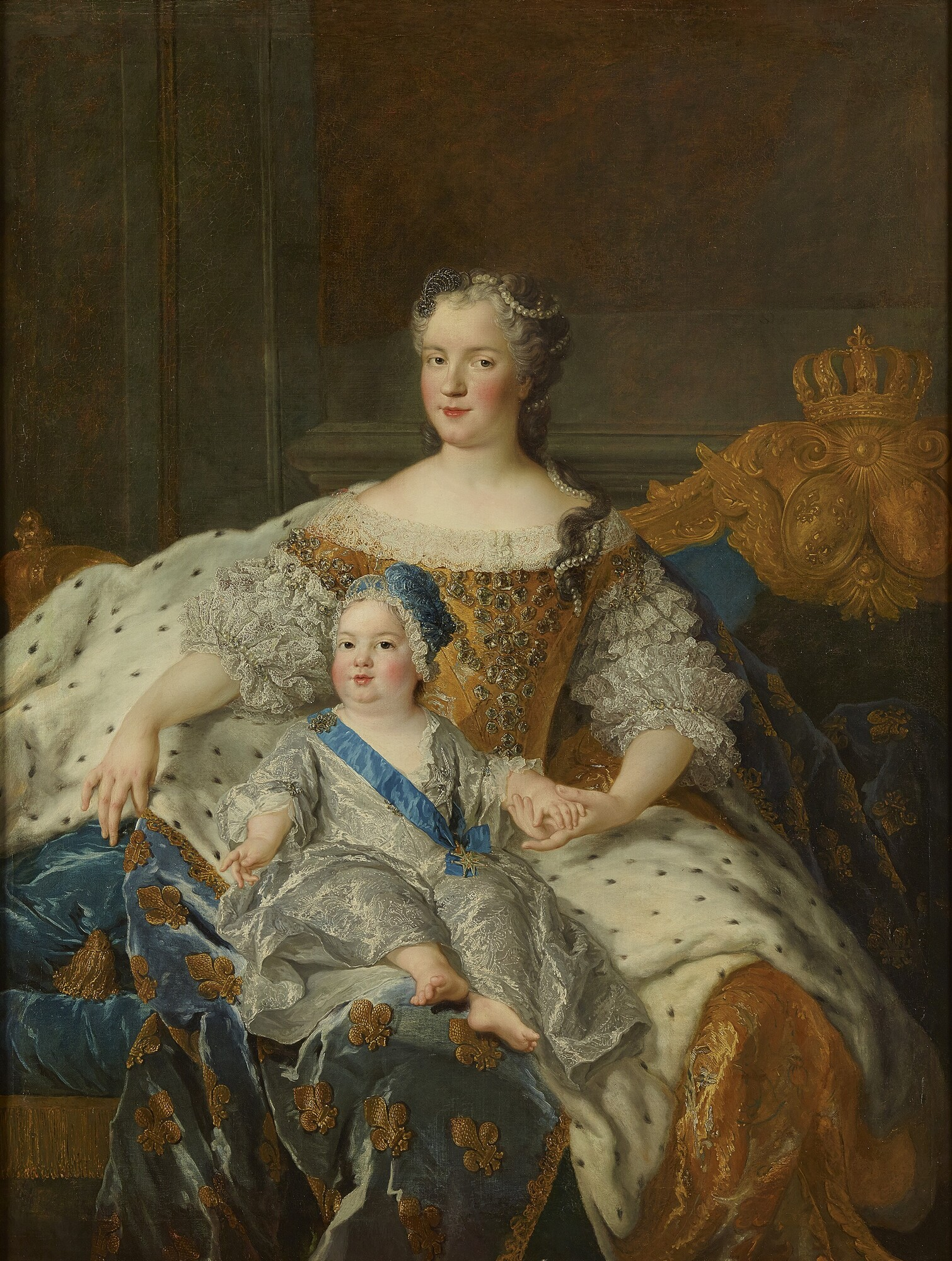
Mały Ludwik Ferdynand z matką

Ludwik był pulchnym mężczyzną. Świetnie wykształcony i kulturalny, był pilnym uczniem i znawcą muzyki. Wolał prowadzić konwersację niż uczestniczyć w polowaniach, balach czy spektaklach. Był bardzo wyczulony na punkcie moralności, co popierała jego druga żona oraz jezuici. Był wręcz dewotem, mocno wspierał jezuitów, podobnie jak wcześniej jego matka, a następnie jego siostry. W oczach sióstr był idealnym chrześcijańskim księciem, który silnie kontrastował z postawą ich ojca – wiecznego kobieciarza. Ludwik był przez ojca trzymany z dala od spraw państwowych. Jego ojcu nie podobało się, że syn przewodzi partii dewotów, którzy liczyli, że po wstąpieniu Ludwika na tron dostaną nieograniczoną władzę. Ludwik zmarł jednak w Fontainebleau, w wieku 36 lat. Kiedy umierał, wciąż żyli jego ojciec, matka a nawet dziadek – król Stanisław Leszczyński, książę Lotaryngii. Ludwik został pochowany w katedrze Świętego Stefana w Sens. Jego serce pochowano w bazylice Saint-Denis.

## Pierwsze małżeństwo
W 1745 16-letni Ludwik poślubił kuzynkę swojego ojca, 19-letnią infantkę Marię Teresę, córkę króla Hiszpanii Filipa V i Elżbiety Farnese. Małżeństwo to podyktowane było polityką łączenia się krajów burbońskich przeciwko Austrii, zapoczątkowaną przez Ludwika XIV, gdy dwa domy burbońskie zjednoczyły się przeciw habsburskiemu imperium Austrii. Maria Teresa zmarła 22 lipca 1746, kilka dni po urodzeniu ich dziecka. Para miała córkę:
- Marię Teresę Burbon (ur. 19 lipca 1746, zm. 27 kwietnia 1748).

## Drugie małżeństwo
W wieku 18 lat Ludwik zawarł związek małżeński z 16-letnią Marią Józefą Wettyn, córką Augusta III, księcia-elektora Saksonii i króla Polski. Maria Józefa urodziła ośmioro dzieci, w tym aż trzech królów Francji:
1. Maria Zefiryna (1750–1755),
2. Ludwik Józef Ksawery, diuk Burgundii (1751–1761),
3. Ksawery Maria Józef, diuk Akwitanii (1753–1754),
4. Ludwik XVI (Ludwik August, 1754–1793), król Francji (zgilotynowany),
5. Ludwik XVIII (Ludwik Stanisław Ksawery, 1755–1824), król Francji 1814–1824,
6. Karol X (Karol Filip, 1757–1836), król Francji 1824–1830,
7. Maria Adelajda Klotylda (1759–1802), poślubiła Karola Emanuela IV – króla Sardynii i księcia Piemontu,
8. Filipa Maria Helena Elżbieta (1764–1794), znana również jako Madame Elisabeth (zgilotynowana).